# Ulica Stanisława Małachowskiego we Wrocławiu
Ulica Stanisława Małachowskiego – ulica znajdująca się na Przedmieściu Oławskim we Wrocławiu, stanowiąca przedłużenie ul. marsz. Józefa Piłsudskiego w kierunku wschodnim.

## Przebieg
Ul. Stanisława Małachowskiego rozpoczyna swój bieg na skrzyżowaniu z ulicami marsz. Józefa Piłsudskiego i Dworcową i ciągnie się w kierunku południowo-wschodnim do skrzyżowania z gen. Kazimierza Pułaskiego. Początkowy jej odcinek do wylotu ul. gen. Jana Henryka Dąbrowskiego stanowi południową krawędź pl. Konstytucji 3 Maja. Po stronie południowej domy mają numery nieparzyste – od 1 do 13, a po północnej parzyste – od 2 do 24.

## Historia
Ulica została wytyczona na mocy Prezydium Policji we Wrocławiu dnia 20 września 1844 roku, jej powstanie związane jest z budową w roku 1842 Dworca Górnośląskiego, który został wzniesiony na drodze łączącej Przedmieście Oławskie z Gościńcem Strzelińskim. Pierwotnie ulica nazywała się Flurstraβe, co w tłumaczeniu na język polski brzmiałoby „ulica Łanowa”, obecna nazwa funkcjonuje od roku 1945. Pierwszymi budynkami wzniesionymi w latach 40. XIX w. były siedziba Strzelińskiej Ekspedycji Towarowej (dom nr 1) i Dworzec Górnośląski (dom nr 2). Początkowo w zabudowie ulicy dominowały obiekty magazynowe związane z działalnością kolei, zabudowa mieszkalna w postaci kamienic czynszowych zaczęła się pojawiać w latach 60. XIX wieku, w latach 1852–1887 działał tu także Zakład Odlewniczy i Budowy Maszyn Bilsteina. W roku 1868 w pobliżu dzisiejszego skrzyżowania z ul. gen. Kazimierza Pułaskiego ustawiono punkt poboru opłat celnych, nazywany Rogatką Strzelińską, zlikwidowany po zniesieniu cła we Wrocławiu czyli po roku 1910. W roku 1905 oddano do użytku wybudowany na miejscu dawnego budynku Strzelińskiej Ekspedycji Towarowej urząd pocztowy pełniący funkcję głównego centrum ekspedycji i dystrybucji listów i paczek we Wrocławiu. Zabudowa mieszkalna została częściowo zniszczona podczas oblężenia Wrocławia, kamienice o numerach 2–14 zostały wyburzone a w ich miejsce wybudowano w latach 60. XX w. pięciokondygnacyjne bloki mieszkalne.

## Ważniejsze obiekty
- Nr 1–9 Urząd Pocztowy – do grudnia 2007 r. mieściło się tu także Centrum ekspedycyjno-rozdzielcze poczty, przeniesione na ul. Ibn Siny Awicenny
- Nr 13 Budynek dawnego Dworca Kolei Górnośląskiej